# Dragan Klaić
Dragan Klaić (serbisch-kyrillisch Драган Клаић; geboren 27. April 1950 in Sarajewo, Sozialistische Föderative Republik Jugoslawien; gestorben 25. August 2011 in Amsterdam) war ein jugoslawisch-niederländischer Kulturpolitiker, Theaterwissenschaftler und Theaterkritiker. 

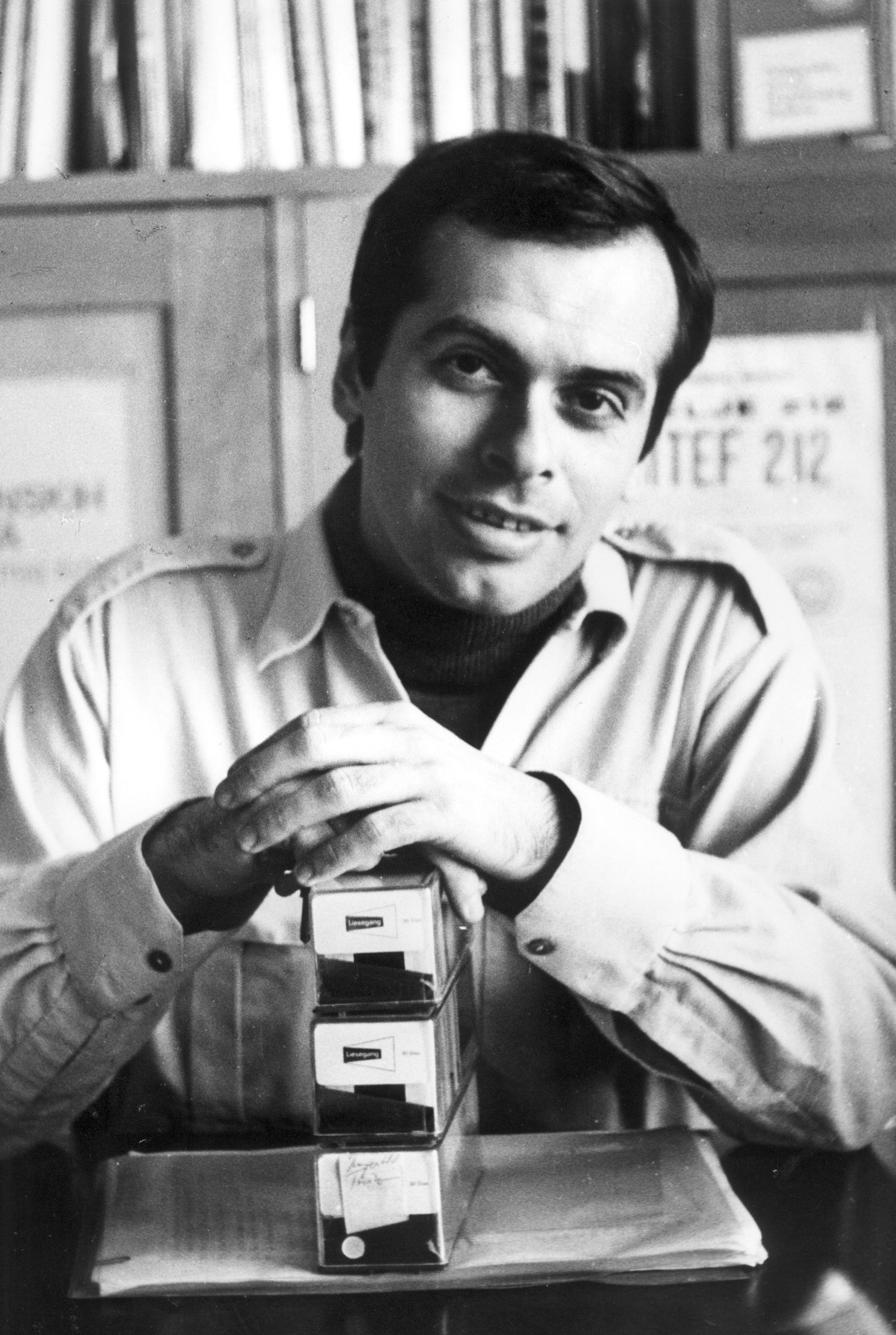
Dragan Klaić (1975)

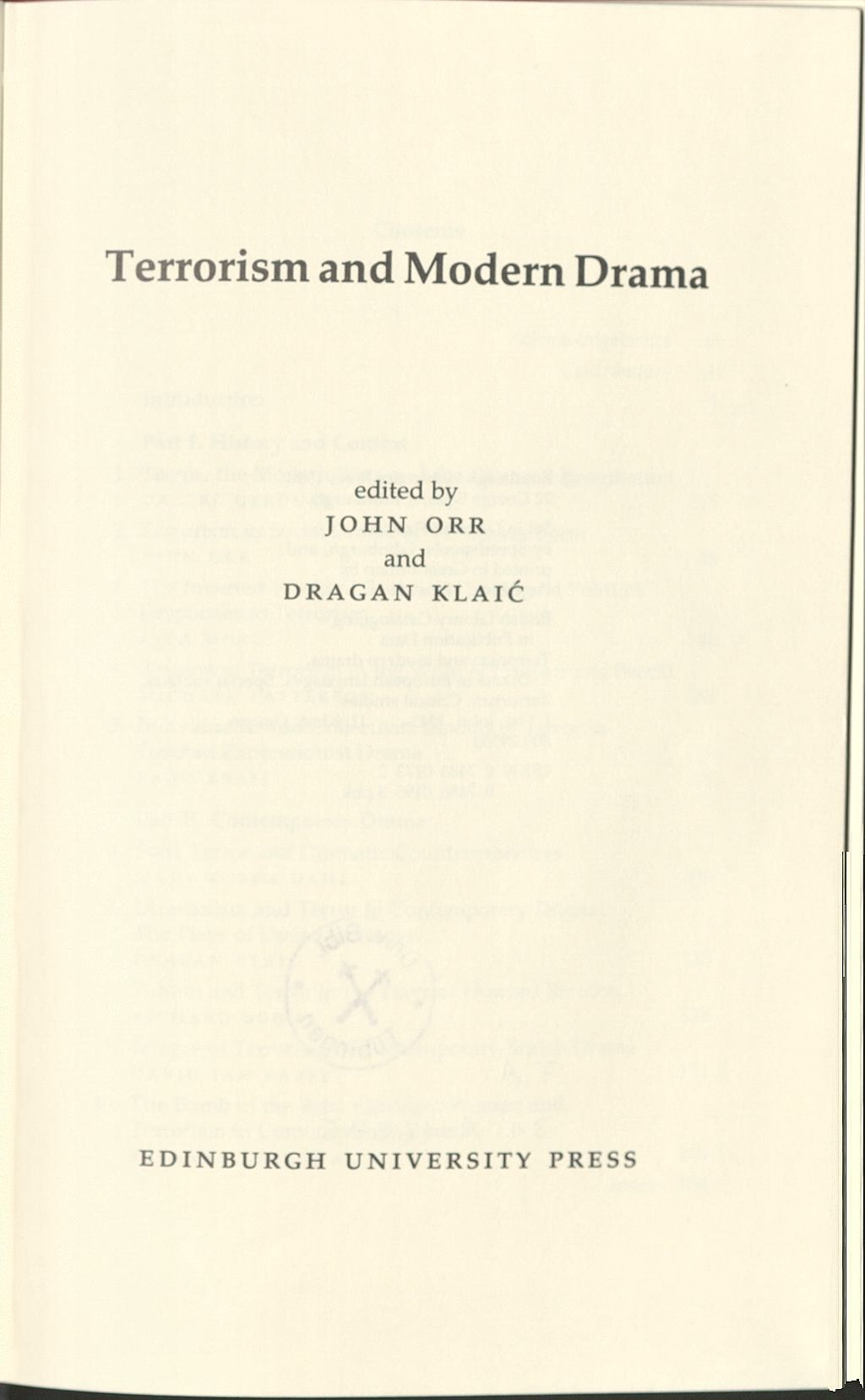
Terrorism and Modern Drama (1990)

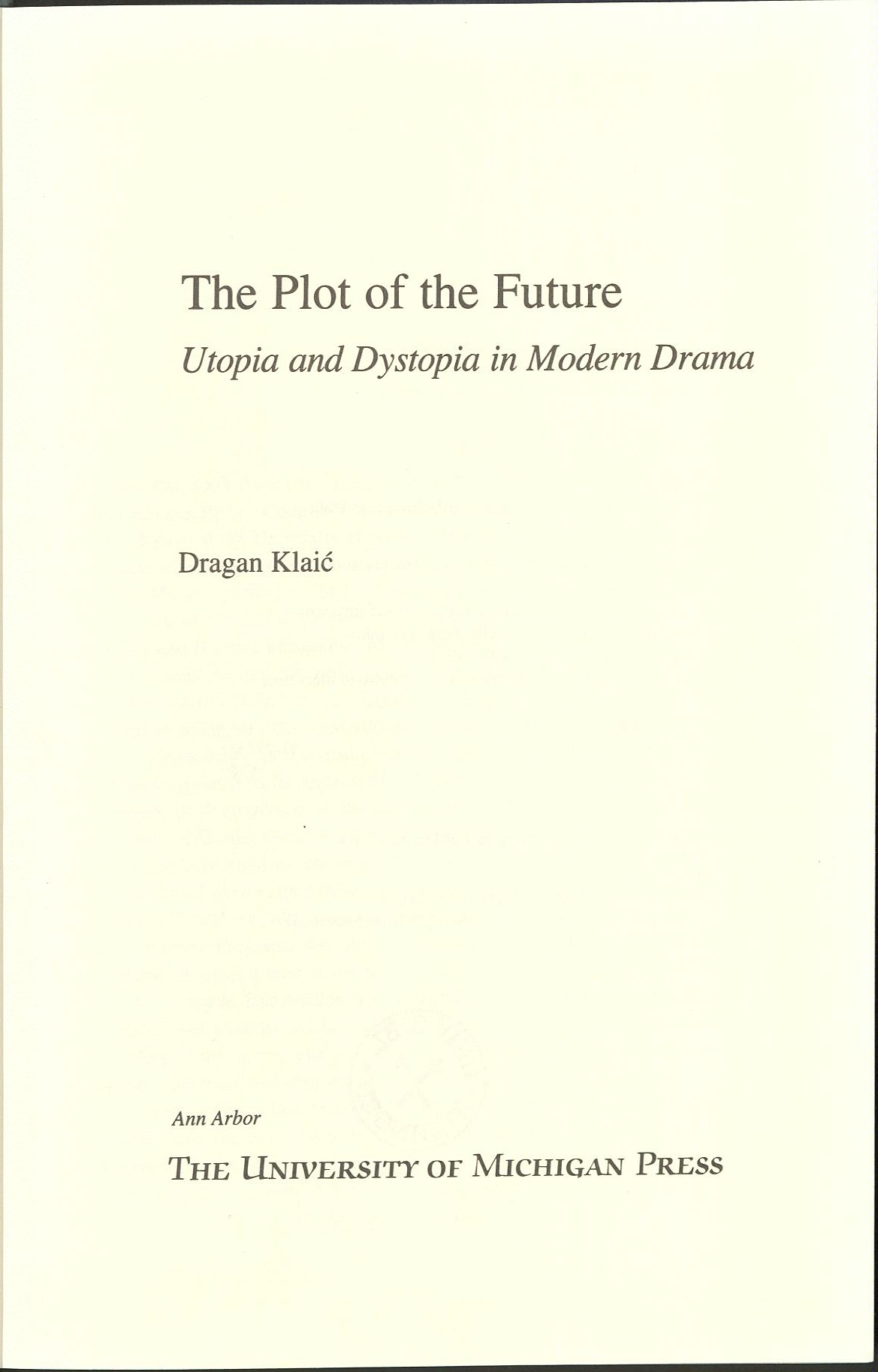
The plot of the future (1991)

## Leben
Dragan Klaić war ein Kind jüdischer Eltern. Er wuchs in Novi Sad auf und studierte dann Theaterwissenschaften in Belgrad. Er wurde mit einer theatergeschichtlichen Dissertation an der Yale University promoviert und lehrte nach seiner Rückkehr ab 1978 als Professor an der Universität der Künste Belgrad. Er war Mitgründer der Theaterzeitschrift Euromaske. Für die Zeitung Politika schrieb er von 1982 bis 1984 Theaterkritiken. 
Angesichts der politischen Umstände in Serbien verließ er 1991 Belgrad und ging nach Amsterdam, wo er für zehn Jahre das Theater Instituut Nederland führte. Er leitete für eine Zeit das „European Network of Information Centers for the Performing Arts“ und das „European Forum for the Arts and Heritage“. Er war an der Organisation verschiedener Theaterfestivals beteiligt und initiierte das „European Festival Research Project“. Er beriet das Niederländische Kulturministerium.
Klaic war Fellow der Felix Meritis Foundation in Amsterdam. Er lehrte als Gastdozent an der Universität Leiden, der Universität der Künste Belgrad und der Universität Amsterdam. Zuletzt lehrte er an der Central European University in Budapest. 

## Schriften (Auswahl)
- John Orr[1], Dragan Klaic (Hrsg.): Terrorism and Modern Drama. Edinburgh : Edinburgh University Press, 1990
- Zaplet budućnosti: utopija i distopija u modernoj drami. Zagreb : Cekade, 1990 
  - The plot of the future : utopia and dystopia in modern drama. Ann Arbor, Mich. : Univ. of Michigan Press, 1991
- Mobility of Imagination: A Companion Guide to International Cultural Cooperation. Budapest : Central European Univ. Press, 2007
- Resetting the stage: public theatre between the market and democracy. Bristol : Intellect, 2012